# Fujiwara no Muchimaro
Fujiwara no Muhchimaro (japanski 藤原 武智麻呂, ふじわら の むちまろ) (9. godina cara Temmua/680. – 25. dan 7. mjesec 9. godine Tenpyōa/29. kolovoza 737.} je bio japanski političar, državnik i dvorjanin na japanskom dvoru u razdoblju Asuci i Nari. Osnovao je ogranak klana Fujiware Nanke (u prijevodu na hrvatski Južna Kuća) koji je bio jednim od glavnih kugea (dvorskih plemenitaša).
Najstariji je sin poznatog moćnika Fujiware no Fuhita. Unuk je osnivača klana Fujiware Fujiware no Kamatarija.
Mati mu je bila Soga no Shōsi, kćer Soge no Murajiko. Fujiwara no Muchimaro je imao trojicu braće i polubraće: Fujiwaru no Mara, Fujiwaru no Fusasakija (681. – 737.), Fujiwaru no Umakaija. Svi su bili osnivačima ogranaka klana Fujiware. Imao je četiri polusestre, kojima je zajednički roditelj bio njihov otac. Jedna je postala Miyako, supruga cara Mommua, a koja je rodila cara Shōmua. 
Muchimaro je oženio Abe no Miushinu unuku. S njome je imao dvoje sinova: Fujiwaru no Toyonarija i Fujiwaru no Nakamara. Među njegovim kćerima ističe se supruga cara Shōmua. 
Postao je ministrom građanskih poslova (shikibu-shōm) 718. godine. Kad je Muchimarov otac Fuhito umro 720. godine, carević Nagaya je bio najvišeg statusa u državnoj vladi. Nagaya je bio unukom cara Temmua i nije bio iz obitelji Fujiware, zbog čega su ga Muchimaro i njegovo trojice braće smatrali prijetnjom. Nakon što je uspješno maknuo 729. godine Nagayu, Muchimaro se je dočepao funkcije visokog državnog vijećnika, dainagona u državnom vijeću Daijō-kanu. 734. je godine postao udaijinom, "ministrom desnog" (glavni je bio kancelar, "daijō-daijin" te "ministar lijevog" sadaijin). Dotad su i njegovo trojice braće također došli do bitnih položaja u vladi, stvorivši fuđivarski režim.  
Umro je iste godine kad i njegov brat Fujiwara no Maro za vrijeme epidemije velikih boginja koja je pokosila još dvojicu njihove braće.